# Баркан, Михаил Давидович
Михаи́л Дави́дович Барка́н (род. 1 июня 1965, Ленинград) — российский телевизионный режиссёр, кинорежиссёр, сценарист и продюсер.

## Биография
Учился в ГИТИС им. Луначарского (режиссёрский факультет), окончил отделение режиссуры телевидения факультета драматического искусства ЛГИТМиКа (1992). Режиссёр-постановщик телевизионных программ документального и художественного кино (Первый канал, РТР, НТВ). Режиссёр-постановщик телекомпании «ВИD» (1998—2003), главный режиссёр Дирекции "Санкт Петербург" ВГТРК (2003), работал арт-директором ТРК «Пятый канал» (с 2003 по 2008). Член Академии российского телевидения. С 2011 по 2014 годы работал генеральным продюсером группы компаний «INTRA Communication Inc» (I.C.I.). В 2014—2015 Главный продюсер телерадиокомпании «Петербург — 5 канал». Лауреат премии Правительства Российской Федерации в области культуры за 2013 год. Кавалер медали ордена «За заслуги перед Отечеством» II степени.Член союза кинематографистов «Киносоюз». Профессор, заведующий кафедрой «Режиссура телевидения» Санкт-Петербургского государственного института кино и телевидения.

## Фильмография (режиссер)
- 1992 — «Снег — судьба моя», документальный.
- 1992 — «Я не люблю демократию», документальный.
- 1999 — «Тунгусский метеорит. 7 секунд спустя», документальный.
- 1998—2001 — режиссёр-постановщик программы «Как это было» (ОРТ).
- 2001 — «Первое мая», телевизионный художественный фильм (финалист ТЭФИ-2001).
- 2003 — «Преступление в стиле Модерн».
- 2001—2003 — режиссёр-постановщик реалити-шоу «Последний герой» (1, 2, 3) Первый канал.
- 2005 — режиссёр-постановщик сериала «Короткое дыхание» — 4 серии (в ролях: Илья Носков, Ирина Ефремова, Анатолий Васильев).
- 2004—2007 — режиссёр-постановщик церемонии награждения знаком гражданского мужества «Настоящий герой» (Пятый канал).
- 2007—2008 — режиссёр-постановщик художественного фильма «Мальчики-девочки» (в ролях С. Задерей, А. Микульчина, Н. Русланова, В. Вержбицкий).
- 2006—2015 — бессменный режиссёр-постановщик телевизионной версии праздника выпускников «Алые паруса»
- 2009 — «Клады России» — цикл документальных драм. Автор сценария и режиссёр-постановщик (ТВ 3).
- 2010 — «Урок истории» — полнометражная документальная драма. Автор сценария и режиссёр-постановщик.
- 2016—2017 — режиссёр-постановщик сериала «Контакт» (в ролях Павел Баршак, Александр Семчев, Андрей Смирнов, Екатерина Маликова).
- 2018 — автор сценария и режиссёр-постановщик сериала «Шпион номер Один» (в ролях Иван Стебунов, Сергей Колос, Мария Луговая, Сергей Барковский, Юрий Цурило, Михаил Елисеев).
- 2021 - автор сценария и режиссер-постановщик сериала "Морские дьволы. Дальние рубежи" 1-6 серии.
- Режиссёр многочисленных рекламных роликов для отечественных и зарубежных компаний.

## Фильмография (продюсер)
- 2006—2008 — сопродюсер более 10 телевизионных художественных фильмов (Первый канал, Пятый канал. Совместное производство Пятый канал - ICI).
- 2006—2007 — продюсер сериала «Сердцу не прикажешь» (совместное производство: CMI (Великобритания), 1+1 (Украина), 5 канал (Россия)
- 2011 — продюсер сериала «Дорога в пустоту» (Первый канал, совместное производство ICI и FILM UA)
- 2011 — продюсер сериала «Белые волки», 1 сезон (производство ICI)
- 2012 — продюсер и соавтор сценария мини-сериала «Касым» (совместное производство: ICI, Film UA, каналов КТК, Казахстан и Первый-Евразия)
- 2013 — продюсер и соавтор сценария сериала «Белые волки», 2 сезон (Рен ТВ, производство ICI)
- 2014 — продюсер сериала «Так далеко — так близко» (Пятый канал, совместное производство ICI и FILM UA)
- 2014 — продюсер сериала «Ветреная женщина» ( Первый канал, совместное производство ICI и FILM UA)
- 2014—2015 — продюсер сериала «Такая работа» (Пятый канал и RWS)
- 2015 — продюсер сериала «Последний мент» (Пятый канал и Sputnik Vostok)
- 2015 — продюсер сериала «Город особого назначения» (Пятый канал — 2 План2)
- 2015 — продюсер сериала — «Охотник за головами» (Пятый канал)
- 2015 — продюсер и сорежиссёр сериала — «Белая стрела. Возмездие» (Пятый канал и ICI)
- 2015 — продюсер сериала «Майор и магия» (Пятый канал и Film UA)
- 2015—2016 — продюсер сериала «Следствие любви» (Пятый канал и Star Media)

## Фильмография (сценарист)
- 2012-2014 — автор сценария сериала "Белые Волки" (РЕН ТВ)
- 2015 — автор сценария сериала "Белая стрела. Возмездие" (Пятый канал)
- 2017 — 2023 — автор сценария сериала «Морские дьяволы» (НТВ и Гамма-фильм)
- 2017 — автор сценария сериала «Чужое лицо» (НТВ и Гамма-фильм)
- 2019 — автор сценария мини-сериала «Пустыня» (НТВ и Гамма-фильм)
- 2021 — автор сценария сериала «Магистраль» (НТВ)
- 2021 — автор сценария мини-сериала «Детдомовка» (ТВЦ)
- 2021 — автор сценария мини-сериала "Сводная" (Домашний)
- 2022 — автор сценария художественного фильма "Агата. Выгодный риск" (Zebra Film)

## Награды
- 1992 — приз прессы за лучший дебют в Манхайме (Германия).
- 1994 — малый приз Европы Фестиваль Евровидения — Европа против расовой ненависти (Ролик — «Отверженные») Тампере (Финляндия).
- 1997 — приз за лучшую ТВ-программу, международный ТВ-фестиваль в Баре (Югославия).
- 1999 — режиссёр года телекомпании «ВИD».
- 2000 — гран-при Национальной Ассоциации Телевещателей (НАТ) на открытом конкурсе Российского телевидения «Лазурная Звезда» (фильм «Криминальный век»).
- 2003 — лауреат ТЭФИ-2003 за режиссуру ТВ-программы.
- 2001—2005 — четыре программы, в создании которых М. Баркан принимал участие как режиссёр и продюсер, получили премии ТЭФИ в различных номинациях
- 3 премии «Золотое перо», две премии Правительства Санкт-Петербурга за различные ТВ-проекты. (Информация о награждении региональными Петербургскими медиа-премиями приводится по справочнику СЖ СПб).

- 2006 — приз прессы в финале Seoul Drama Award за сериал «Короткое дыхание» Сеул (Корея)
- 2007 — полуфиналист EMMI International Канны (Франция)
- 2007 — две номинации Телевизионного фестиваля в Монте-Карло (продюсер и режиссёр)
- 2013 - Лауреат премии Правительства Российской Федерации в области культуры за праздник "Алые паруса"